# Corrientes (ville)
Pour les articles homonymes, voir Corrientes.
Corrientes est une ville d'Argentine et la capitale de la province de Corrientes. Elle est située à l'extrême nord-ouest de la province, sur la rive gauche du río Paraná.

## Description

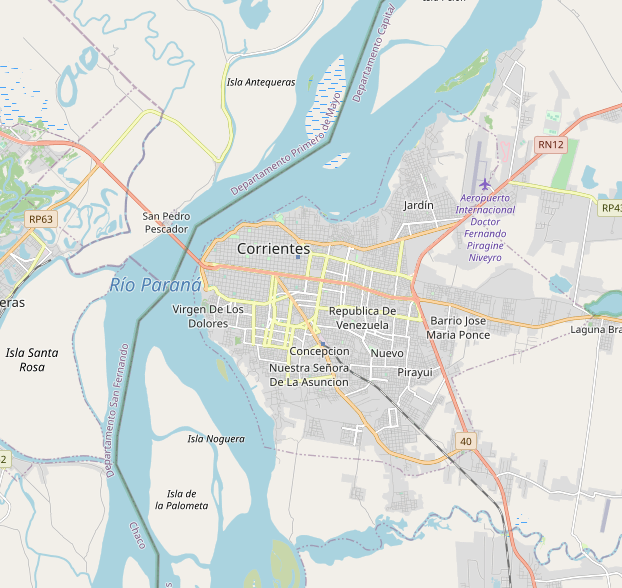
Carte Openstreetmap de la ville.

La ville est un port naturel dont le site fut choisi pour sa situation sur un promontoire à l'endroit où le cours du Río Paraná change brusquement de direction pour se diriger vers le sud. Corrientes est donc une ville largement ouverte sur le grand fleuve qui borde la ville sur deux de ses côtés, tant au nord qu'à l'ouest.
Les siete Corrientes (sept courants) qui sont à l'origine de son nom à sa fondation font référence à une particularité géographique de sa rive, marquée par sept pointes de pierre ou péninsules qui pénètrent dans le fleuve, y provoquant de forts courants, rendant d'ailleurs la navigation difficile.
L'élévation du terrain sur lequel la ville est construite la protège des inondations souvent catastrophiques du Paraná, à la différence de sa voisine Resistencia.
Corrientes est une ville construite sous forme de damier, comprenant une avenue située en bordure du fleuve. Ses rues sont peuplées en outre d'un grand nombre d'arbres : des ceibos (erythrina crista-galli), des jacarandas, des orangers et des tabebuias ou lapachos, avec leurs fleurs caractéristiques.

## Population
La ville de Corrientes avait une population de 328 689 habitants en 2001, en hausse de 21,9 % par rapport à 1991. Ceci en fait la seconde agglomération du Nord-Est argentin et la treizième au niveau national.

### Évolution
| 1869   | 1884   | 1895   | 1906    | 1914    | 1923    | 1928    |
| ------ | ------ | ------ | ------- | ------- | ------- | ------- |
| 11 200 | 15 500 | 16 100 | 18 000  | 28 700  | 32 600  | 47 000  |
| 1940   | 1947   | 1960   | 1970    | 1980    | 1991    | 2001    |
| 67 200 | 56 500 | 97 500 | 136 924 | 179 590 | 258 103 | 328 689 |

## Transports
Le pont General Manuel Belgrano, construit sur le río Paraná, la fait communiquer avec la cité voisine de Barranqueras et avec Resistencia toutes deux dans la province de Chaco.
La ville possède un petit port fluvial (mais le mouvement portuaire, en 2006, est quasi nul) et un aéroport (code AITA : CNQ).

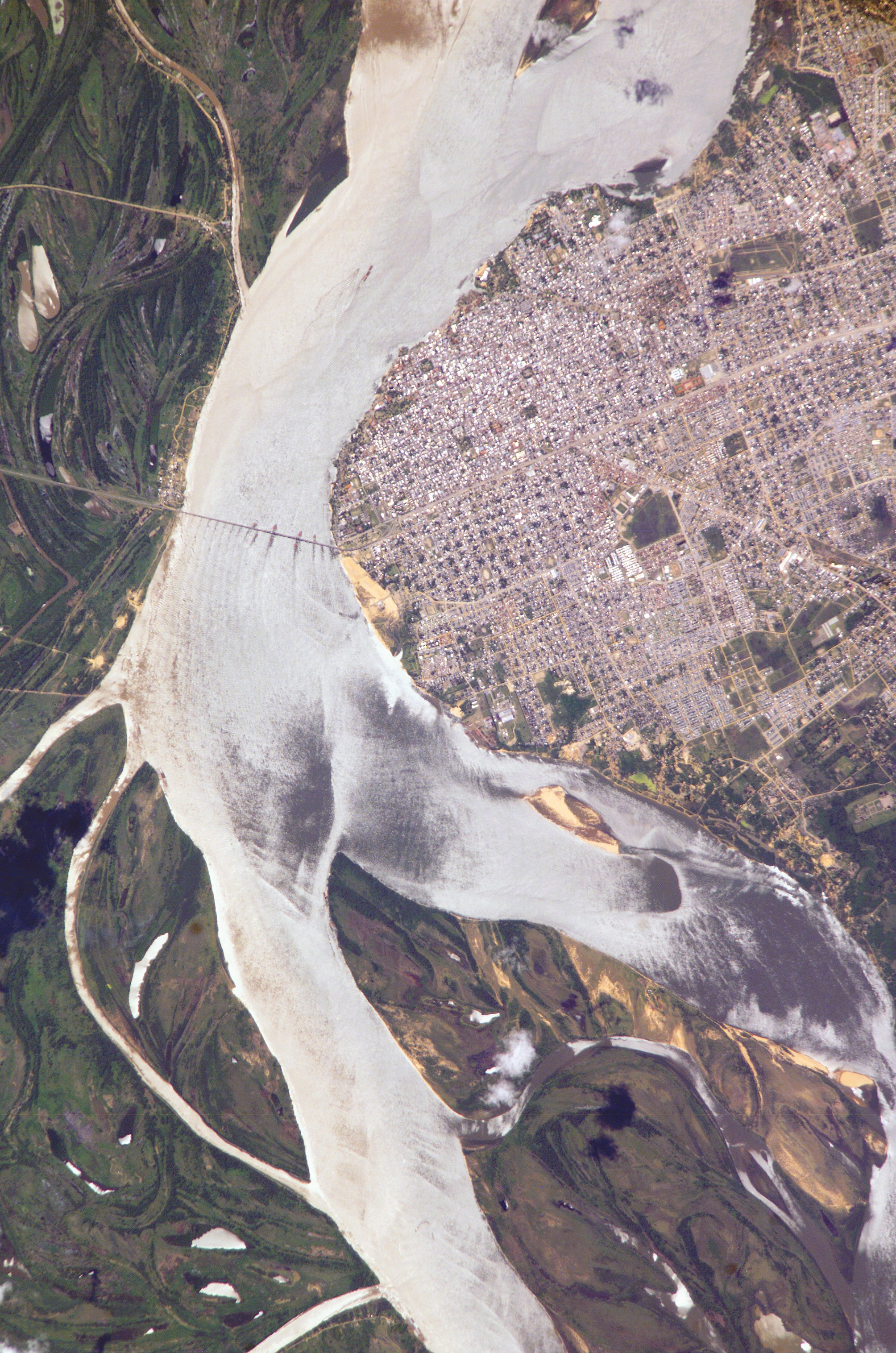
Vue satellitale de la ville de Corrientes, montrant notamment les anciens méandres du Río Paraná

## Climat

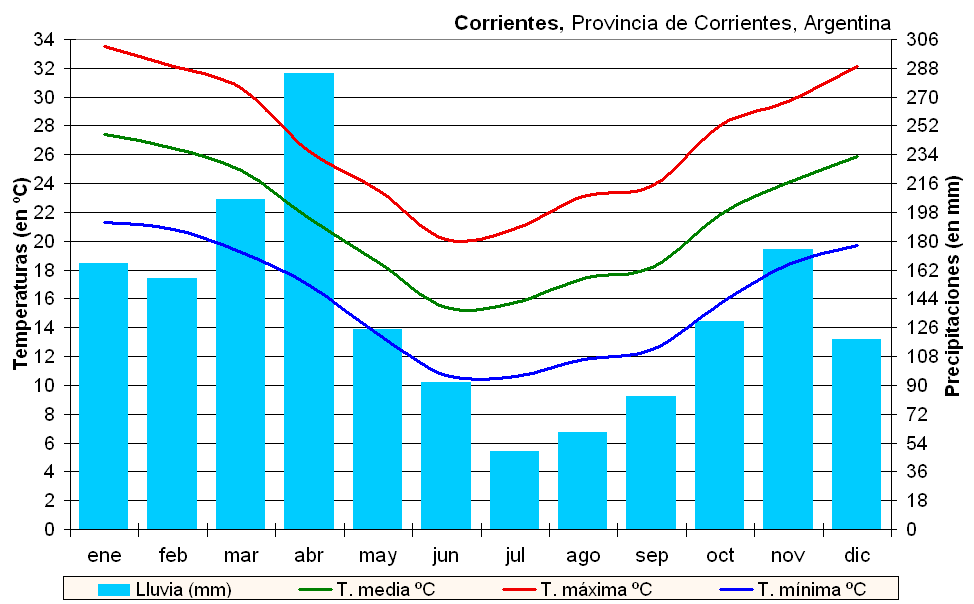
Climogramme de Corrientes

La température annuelle moyenne est de 21 °C, avec des moyennes maximales et minimales de 33 °C et 10 °C respectivement. Les précipitations annuelles atteignent 1 200 millimètres. La grande proximité du fleuve Paraná contribue à adoucir les pointes de température, qui y sont nettement moins fortes qu'à Resistencia, sa voisine, trop éloignée du dit fleuve.

## Galerie

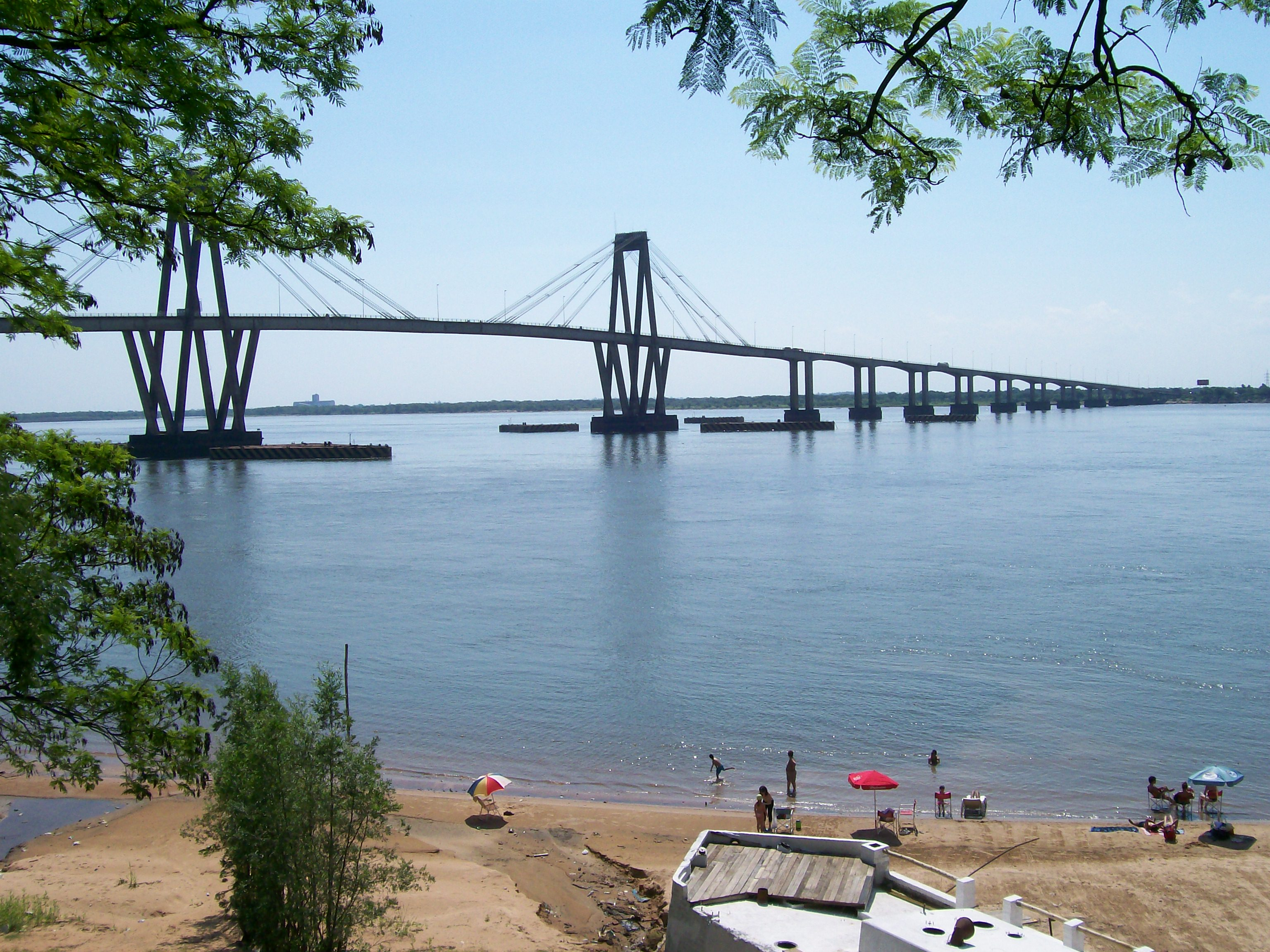
Le pont General Manuel Belgrano, vu depuis une plage de la ville de Corrientes.
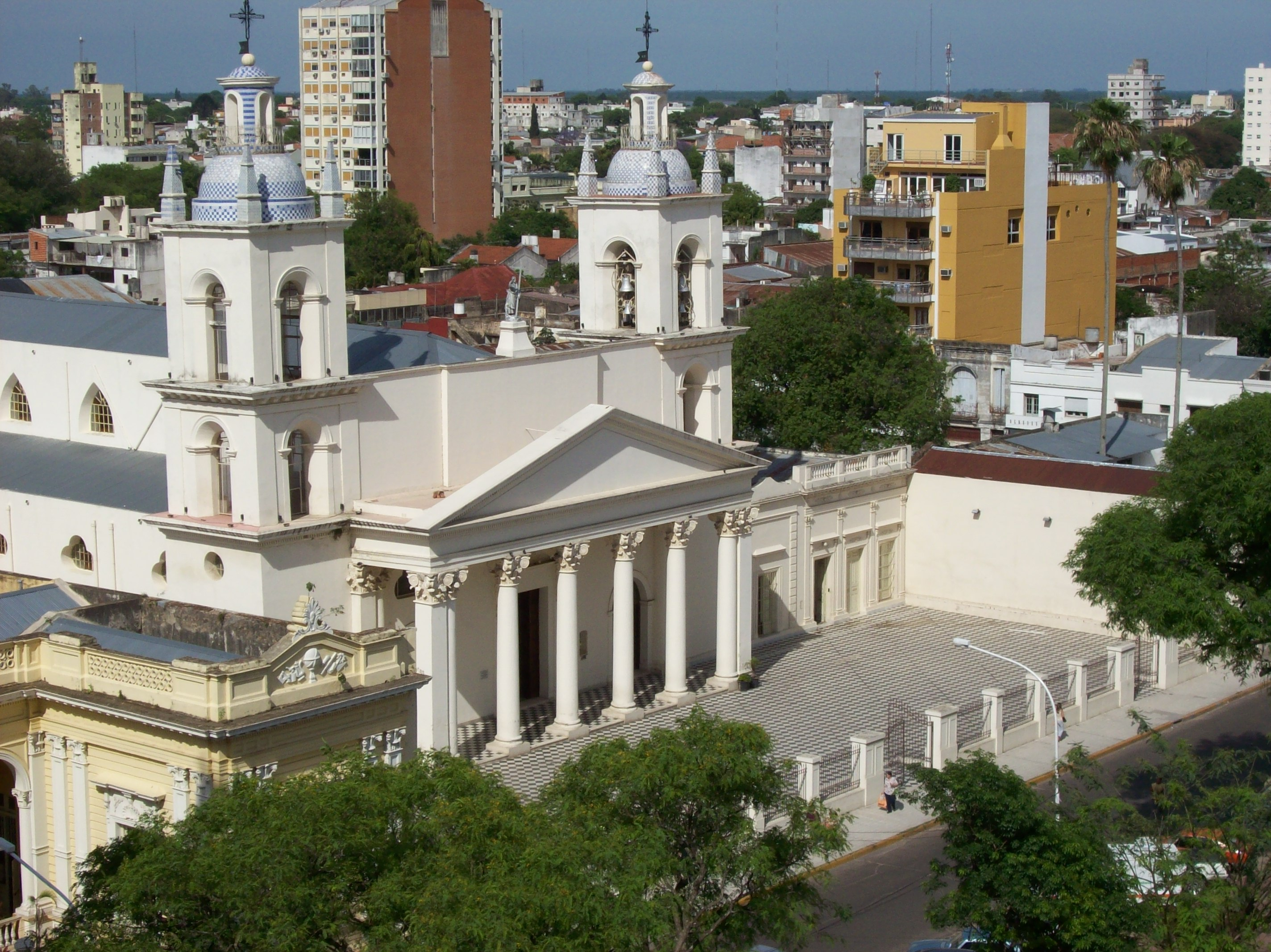
La cathédrale, place J.B. Cabral.
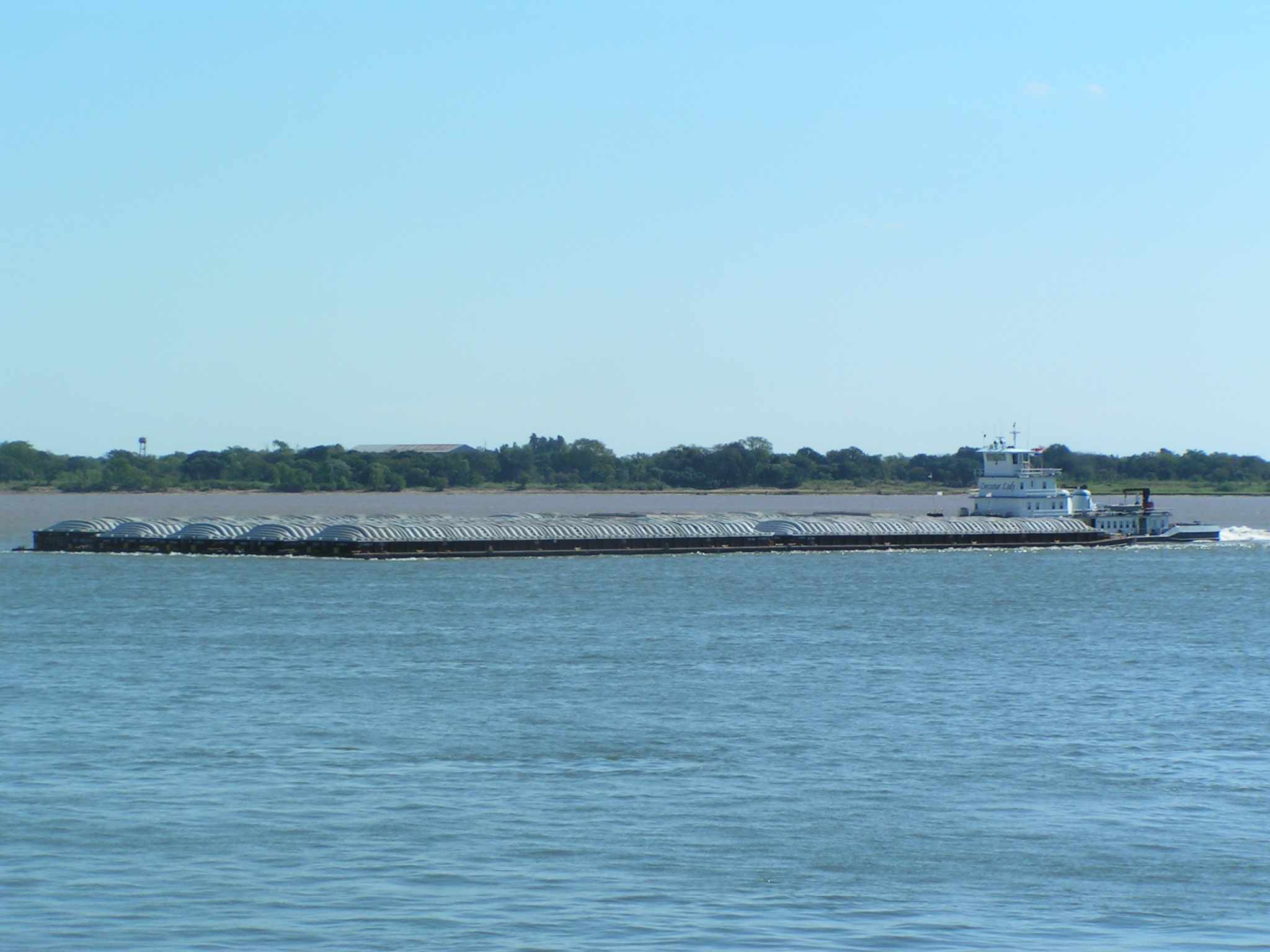
Un convoi sur le río Paraná.

## Tourisme

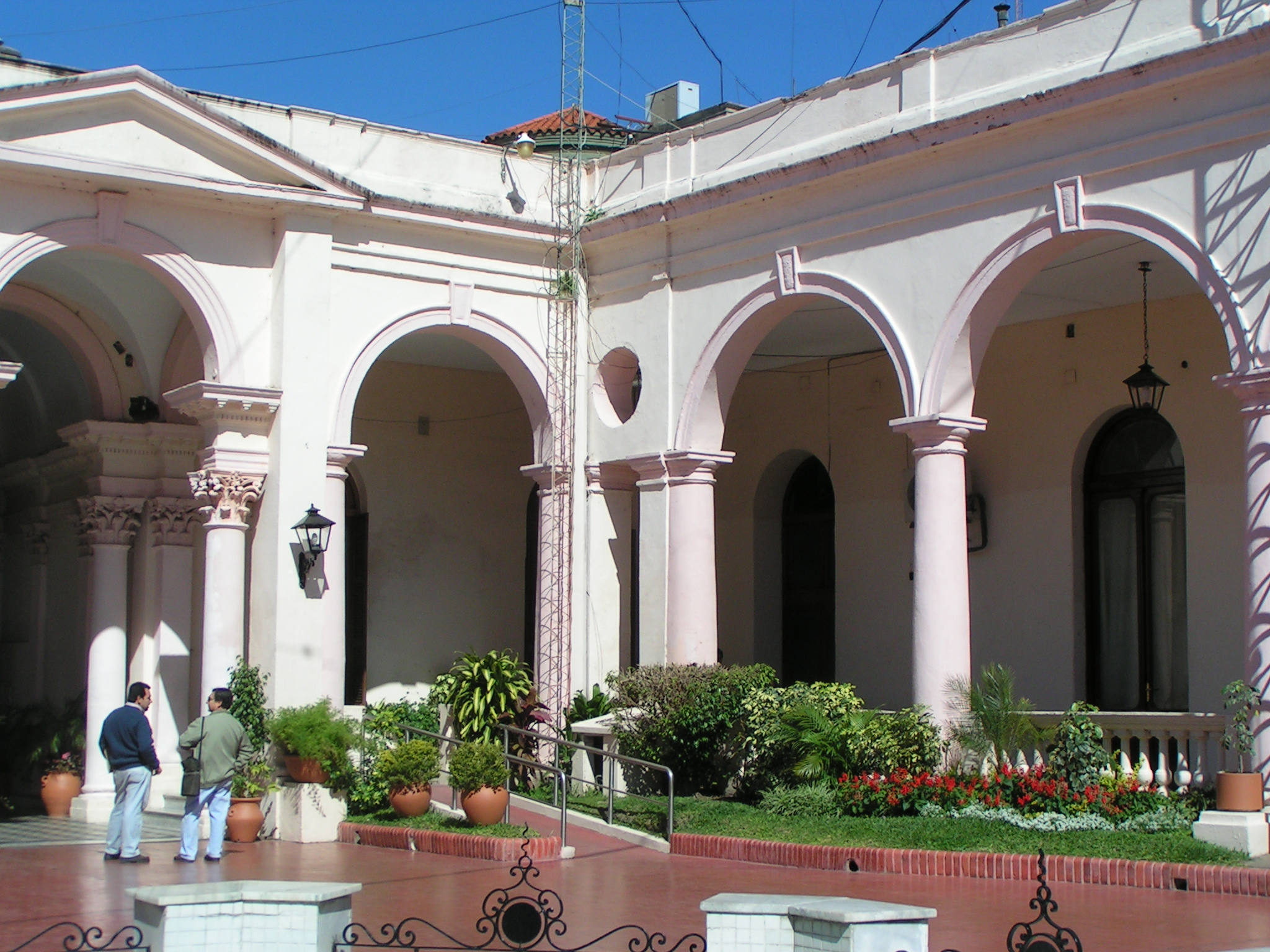
Patio de l'immeuble du Gouvernement Provincial

Corrientes est le siège du gouvernement de la province homonyme. La ville possède un intéressant centre historique, malheureusement dénaturé par de médiocres immeubles modernes. Elle conserve de nombreuses demeures d'architecture coloniale et plusieurs belles églises. Les principaux centres d'intérêt pour le visiteurs sont :
- L'Église de la Cruz de los Milagros, qui possède comme relique une croix de bois supposée incombustible.
- La beauté naturelle de la rive du río, sur laquelle se déroule une large avenue, populairement appelée « Costanera ».
- Le Théâtre municipal Juan de Vera.
- Le Musée Historique Provincial "Tte. de gobernador Manuel Cabral de Alpoin".
- Le Musée des Beaux Arts (Museo de Bellas Artes).
- Les Archives Historiques de la province de Corrientes.
- Un des carnavals les plus imposants du pays.

## Personnalités liées
- Rogelio Livieres Plano, prélat catholique paraguayen.